# Sýpka u dubečské tvrze
Sýpka u dubečské tvrze v Dubči v Praze stojí v západním rohu Panské zahrady vedle zbytků bývalé tvrze. Je chráněna jako nemovitá kulturní památka České republiky.

## Historie
Sýpka byla postavena před rokem 1841 a patřila k dubečskému dvoru, který již zanikl.

## Popis
Patrový špýchar postavený na obdélném půdorysu je krytý taškovou valbovou střechou. Omítky jsou hladké bez výzdoby. Obdélná okénka v kamenném ostění jsou podélná, některá z nich zazděná. V delších stěnách špýcharu jich je sedm, v kratších dvě.
Původní vchod do špýcharu byl rozšířen a opatřen novými vraty. Kratší stěna blíže vjezdu do dvora je na rozích podepřena šikmými zděnými opěrnými pilíři. V této stěně se nachází vchod do klenutých sklepů, většinou zasypaných. Přízemní místnosti mají většinou valenou klenbu.